# Paradise (Danmark, sæson 2)
Paradise 2022 (sæson 2) bliver sendt i efteråret 2022. Den danske udgave af Paradise Hotel bliver sendt på Viaplay og Pluto TV.
- Værter: Olivia Salo og Emil Olsen
- Vindere: Freya (250.000 kr.) og Methea (250.000 kr.)
- Finalister: Frederikke (0 kr.) og Mads (0 kr.)
- Jury: Lukas, Jonatan, Nicoline, Miranda, Mads, Julie Iben og Victor
- Sæsonpræmiere: 8. november 2022
- Vinder af mindre beløb:
- Antal afsnit: 39
- Antal deltagere: 21

## Deltagere
| Navn                                      | Alder | Tjekket ind | Tjekket ud   | Fra              | Grund til udtjekning |
| ----------------------------------------- | ----- | ----------- | ------------ | ---------------- | --- |
| Freya Anna Lind Sollid                    | 23    | Ep 1        | VINDER       | Vesterbro        | |
| Kristine Methea Baltzer                   | 22    | Ep 11       | VINDER       | København        | |
| Frederikke Marciniak                      | 25    | Ep 1        | Finalen      | Silkeborg        | |
| Mads Friis Lassen                         | 21    | Ep 3        | Finalen      | Aarhus           | |
| Lukas Alexander Holst Christensen, (Jury) | 21    | Ep 1, Ep 39 | Ep 37, Ep 39 | Hadsund          | Ep 37: Fuldførte ikke sin mission som skæbnemager, da han ikke kunne få en anden til at skifte sin partner ud Ep 39: Valgt fra af Mads Friis Lassen og Frederikke Marciniak |
| Jonatan Qvist, (Jury)                     | 25    | Ep 23       | Ep 38        | Aarhus           | Stemt ud af juryen som den mindst værdige |
| Nicoline Therese Læssøe Berg, (Jury)      | 21    | Ep 25       | Ep 38        | Frederiksberg    | Stemt ud af de andre deltagere som den mindst værdige til fordel for Jonatan Qvist                                                                                          |
| Miranda Gigasari Hansen, (Jury)           | 22    | Ep 1        | Ep 37        | Valby            | Fuldførte ikke sin mission som skæbnemager, da hun ikke kunne få en anden til at skifte sin partner ud                                                                      |
| Mads Obel, (Jury)                         | 24    | Ep 29       | Ep 36        | Roskilde         | Partnerceremoni, valgt fra af Jonatan Qvist til fordel for Nicoline Therese Læssøe Berg                                                                                     |
| Nadja Makari                              | 23    | Ep 25       | Ep 35        | Kalundborg       | Stemt ud af Frederikke Marciniak og Kristine Methea Baltzer til fordel for Lukas Alexander Holst Christensen                                                                |
| Julie Iben Kristensen, (Jury)             | 24    | Ep 1        | Ep 32        | Nykøbing Falster | Partnerceremoni, valgt fra af Lukas Alexander Holst Christensen til fordel for Kristine Methea Baltzer                                                                      |
| Victor Schaufuss, (Jury)                  | 23    | Ep 1        | Ep 28        | Silkeborg        | Partnerceremoni, valgt fra af Nadja Makari til fordel for Miranda Gigasari Hansen                                                                                           |
| Sophie Sørensen                           | 22    | Ep 18       | Ep 27        | Frederiksværk    | Stemt ud af de andre deltagere |
| Ditte Slyngborg                           | 26    | Ep 21       | Ep 24        | Skive            | Partnerceremoni, valgt fra af Jonatan Qvist til fordel for Julie Iben Kristensen                                                                                            |
| Jens Gonxha                               | 22    | Ep 10       | Ep 21        | København        | Åbnede posen hvor hans billede ikke lå i, og skulle derfor forlade hotellet                                                                                                 |
| Niklas Sezar                              | 21    | Ep 13       | Ep 20        | Nakskov          | Smidt ud af Freya Anna Lind Sollid der ofrede ham, for at redde Kristine Methea Baltzer                                                                                     |
| Mads Underlin Hofflund                    | 21    | Ep 1        | Ep 16        | Brøndbyvester    | Partnerceremoni, valgt fra af Frederikke Marciniak til fordel for Mads Friis Lassen                                                                                         |
| Nina Leth Larsen                          | 28    | Ep 1        | Ep 12        | Rødovre          | Partnerceremoni, valgt fra af Kristine Methea Baltzer til fordel for Freya Anna Lind Sollid                                                                                 |
| Sara Isabel                               | 20    | Ep 5        | Ep 11        | Slagelse         | Stemt ud af de andre deltagere |
| Belo Barber                               | 20    | Ep 1        | Ep 8         | Nørrebro         | Partnerceremoni, valgt fra af Nina Leth Larsen til fordel for Freya Anna Lind Sollid                                                                                        |
| Nedim Klapuh                              | 25    | Ep 1        | Ep 4         | Kolding          | Partnerceremoni, valgt fra af Lukas Alexander Holst Christensen til fordel for Freya Anna Lind Sollid                                                                       |